# 김현석 (기자)
김현석(1966년~)은 대한민국의 KBS 기자이다.

## 경력
- 1994년 : KBS 21기 공채 기자
- KBS 기자협회장
- KBS 노조위원장
- 2008년 8월 : KBS 사원행동 공동대표
- 2022년 4월~2023년 1월 : KBS 통합뉴스룸 국장

## TV 방송
- KBS 1TV 미디어 포커스 앵커 (2007년 10월 20일 ~ 2008년 8월 2일)